# Charles Elwood Brown

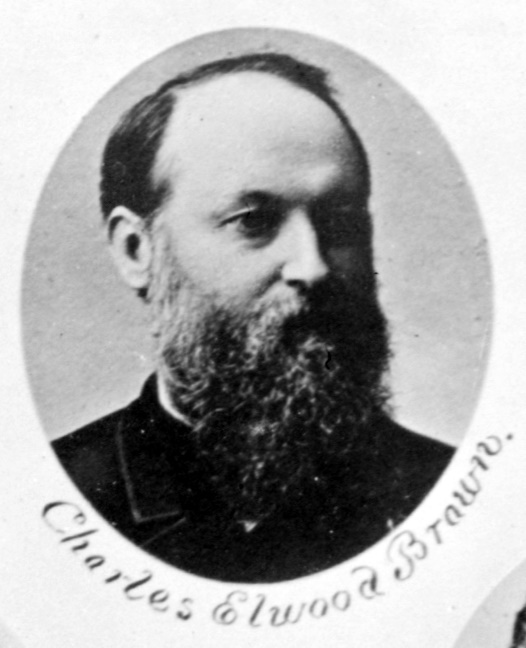
Charles Elwood Brown (1887)

Charles Elwood Brown (* 4. Juli 1834 in Cincinnati, Ohio; † 22. Mai 1904 ebenda) war ein US-amerikanischer Politiker der Republikanischen Partei. Vom 4. März 1885 bis zum 3. März 1889 war er Mitglied des Repräsentantenhauses der Vereinigten Staaten für den 2. Kongressdistrikt des Bundesstaates Ohio.

## Biografie
Brown wurde in Cincinnati geboren. Er besuchte dort die Schulen. Anschließend studierte er Jura an der Miami University. 1859 wurde er als Rechtsanwalt zugelassen. Er ließ sich in Chillicothe nieder und praktizierte dort fortan als Anwalt. Zwischen 1859 und 1860 war er Staatsanwalt des Ross County.
1861 nahm er seinen Militärdienst in der US Army auf. Er diente zuletzt im Range eines Colonel. 1864 verlor er beim Atlanta-Feldzug sein linkes Bein. 1865 schied er aus dem Militärdienst aus. Von US-Präsident Andrew Johnson wurde er 1865 für seine Verdienste im Atlanta-Feldzug Brevet zum Brigadier General ernannt.
Schließlich war er wieder als Rechtsanwalt tätig. Zudem bekleidete er einige Positionen in Diensten der Stadt Chillicothe. 1884 wurde Brown als Mitglied des US-Repräsentantenhauses im 2. Distrikt von Ohio gewählt. Einmal wurde er wiedergewählt. 1888 nominierte ihn seine Partei nicht mehr. Von 1900 bis 1901 war er Mitglied des Senats von Ohio. 1904 starb Brown in Cincinnati. Er wurde auf dem Spring Grove Cemetery beigesetzt.